# 滋賀GOブラックス
滋賀GOブラックス（しがゴーブラックス、英語: Shiga GO Blacks）は、滋賀県を拠点に独立リーグのベースボール・チャレンジ・リーグ（ルートインBCリーグ）や日本海オセアンリーグ (NOL)に所属していたプロ野球球団である。
2019年までの名称は「滋賀ユナイテッドベースボールクラブ」。後述の通り、2019年シーズンはパートナー契約に基づく命名権により、「オセアン滋賀ユナイテッドベースボールクラブ」の呼称が使用されていた。2020年から2021年までは「オセアン滋賀ブラックス」。オセアンが日本海オセアンリーグの運営に参画することに伴い、2022年よりチーム名を変更した。
2017年からベースボール・チャレンジ・リーグの西地区でリーグ戦に参加。2022年はBCリーグを離脱して日本海オセアンリーグに加盟していたが、2023年以降は活動休止の状態となっている。

## 概要
ルートインBCリーグで初めて近畿地方を主な活動地とするチームだった。また、滋賀県に本拠を置くプロ野球チームとしても初となる。球団名を「ベースボールクラブ」とするチームは新潟アルビレックス・ベースボール・クラブに次いでリーグで2例目だったが、新潟と異なり名称に「・」は入らなかった。
発足当時の運営会社は2015年12月21日に設立され、2016年6月の時点で33社のスポンサーと運営資金7,000万円を獲得としていた。
創業者の初代球団代表は、独立リーグの選手にはNPBに進めず野球を断念するケースが少なくないことから、球団として在籍中の社会教育や退団時の就職支援などに積極的に取り組む意向を示していた。
創設当時は親会社を持たなかったため資金不足が続き、練習環境も満足ではなかった。2019年のシーズン中にオセアンが経営権を買収して親会社となる。2021年時点で球団社長を務めていた黒田翔一によると、オセアンが命名権契約だけのつながりから球団の親会社に変わったのは、初代の球団運営会社に経理上の問題が起き、スポンサーも離れる状況になったことが理由であるという。
運営母体の変更後は練習環境の確保に努め、2020年に監督の成本は通常の野球場で練習できる機会が増えたと述べている。
一方、県内での知名度は2020年時点では十分ではなく、2018年と2019年は2年続けて平均観客動員はリーグで最下位だった。
2021年9月1日、来シーズンのリーグ不参加と、西地区4チーム（他に富山GRNサンダーバーズ・石川ミリオンスターズ・福井ワイルドラプターズ→福井ネクサスエレファンツ）による新リーグを結成することを明らかにした。9月16日に新リーグの名称は日本海オセアンリーグとなることが発表された。リーグ名に「オセアン」が含まれることに伴い、オセアンは滋賀球団の運営から離れ、球団名からも「オセアン」を除去すると、新リーグの代表となる黒田は述べている。11月29日、日本海オセアンリーグにおけるチーム名を「滋賀GOブラックス」とすることが発表された。その時点では新たな球団運営会社の設立登記に向けた準備を進めているとされた。2022年1月時点のウェブサイトにおける運営企業表記は、「滋賀球団株式会社」となったが、国税庁の法人番号公表サイトでは従来の運営会社であるオセアンスリーマネジメントの改称、ならびに本店変更（京都府京都市下京区から滋賀県彦根市へ）である。ただし、従来の本社も「京都事務所」として残存し、郵便物等は京都事務所宛とするよう球団ウェブサイトには記載されていた。
2022年12月22日、滋賀県内に事業承継先候補となる企業を見つけ、事業承継交渉も含めた準備期間として2023年は活動を休止すると発表した。これに先立ち、福井は同シーズン限りで活動を休止することが発表されていた。その後、日本海オセアンリーグからは富山と石川が脱退して日本海リーグ (NLB) を設立し、日本海オセアンリーグは千葉スカイセイラーズ（福井の運営会社が移転・改称して発足）とYKSホワイトキングス（神奈川県）の2球団からなるベイサイドリーグに改称して2023年シーズンは運営された。
リーグ代表の黒田は、2023年9月発売の雑誌インタビューで、福井が実質的に千葉に移転することになった時点で、遠隔地となる滋賀の事業を継続する判断はできなかったと述べた。

### 開催球場

#### BCリーグ時代
リーグの多くの球団同様、特定の本拠地を定めていなかった。2017年は、ひばり公園湖東スタジアム・守山市民球場・甲賀市民スタジアム・高島市今津総合運動公園野球場・皇子山球場で試合を開催し、その中では湖東スタジアムが最多の15試合（NPB3軍との交流戦1試合を含む）、次いで守山市民球場が13試合（同2試合を含む）となっていた。滋賀県立彦根総合運動場野球場では1試合が予定されていたが、雨天中止で代替試合を他球場で実施したため、開催がなかった。リーグ代表の村山哲二が初年度シーズン終了後に述べたところでは、県内にナイター開催可能な球場が少ない上、数少ないナイター対応球場である皇子山球場は使用料が高価なため、興行的に苦戦したという。2020年の報道では、「NPBの二軍戦が開催可能な県内のふたつの球場」は使用料がネックとなってほとんど使用がないと記されている。
2018年は皇子山・今津・彦根では当初から予定がなく、湖東スタジアム・守山市民球場・甲賀市民スタジアムの3箇所で開催された。前年最多だった湖東スタジアムは6試合にとどまり、代わって守山市民球場が19試合で最多、次いで甲賀市民スタジアムの10試合となっている。また、ナイター開催は3試合のみ（前年は9試合）である。ライターの阿佐智によると、ナイターを大きく減らしたのは「費用対効果」が原因だった。
2019年は、2年ぶりに開幕戦が皇子山でおこなわれ、京都市の京都市西京極総合運動公園野球場（わかさスタジアム京都）や彦根でも初めて公式戦が開催された。また、雨天中止試合の振替として初年度以来となる今津で試合が開催された。最多開催は前年に続いて守山市民球場（14試合）である。
2020年の当初日程では、前年に続いて皇子山・彦根・今津・西京極が開催球場となっていたほか、大阪府東大阪市の花園中央公園野球場（花園セントラルスタジアム）でも1試合を開催する予定だった。花園中央公園野球場は関西独立リーグ・06BULLSの本拠地球場である。新型コロナウイルスの感染拡大に伴う日程変更後は、守山市民球場が10試合で最多、以下彦根8、甲賀7、湖東2、今津1の順で、当初予定にあった皇子山や県外球場での開催はなかった。
2021年も守山市民が12試合で最多、次いで彦根の11試合、甲賀が6試合の順で、そのほかは湖東・皇子山・西京極・今津が各1試合だった。このうち今津は当初日程にはなかったが、雨天中止試合の振替として実施された。
2021年に初めて出場したポストシーズンゲームは、プレーオフの準決勝ラウンド1試合を守山市民、準決勝ラウンドの1試合と決勝ラウンド2試合を彦根でそれぞれ開催した。

#### NOL時代

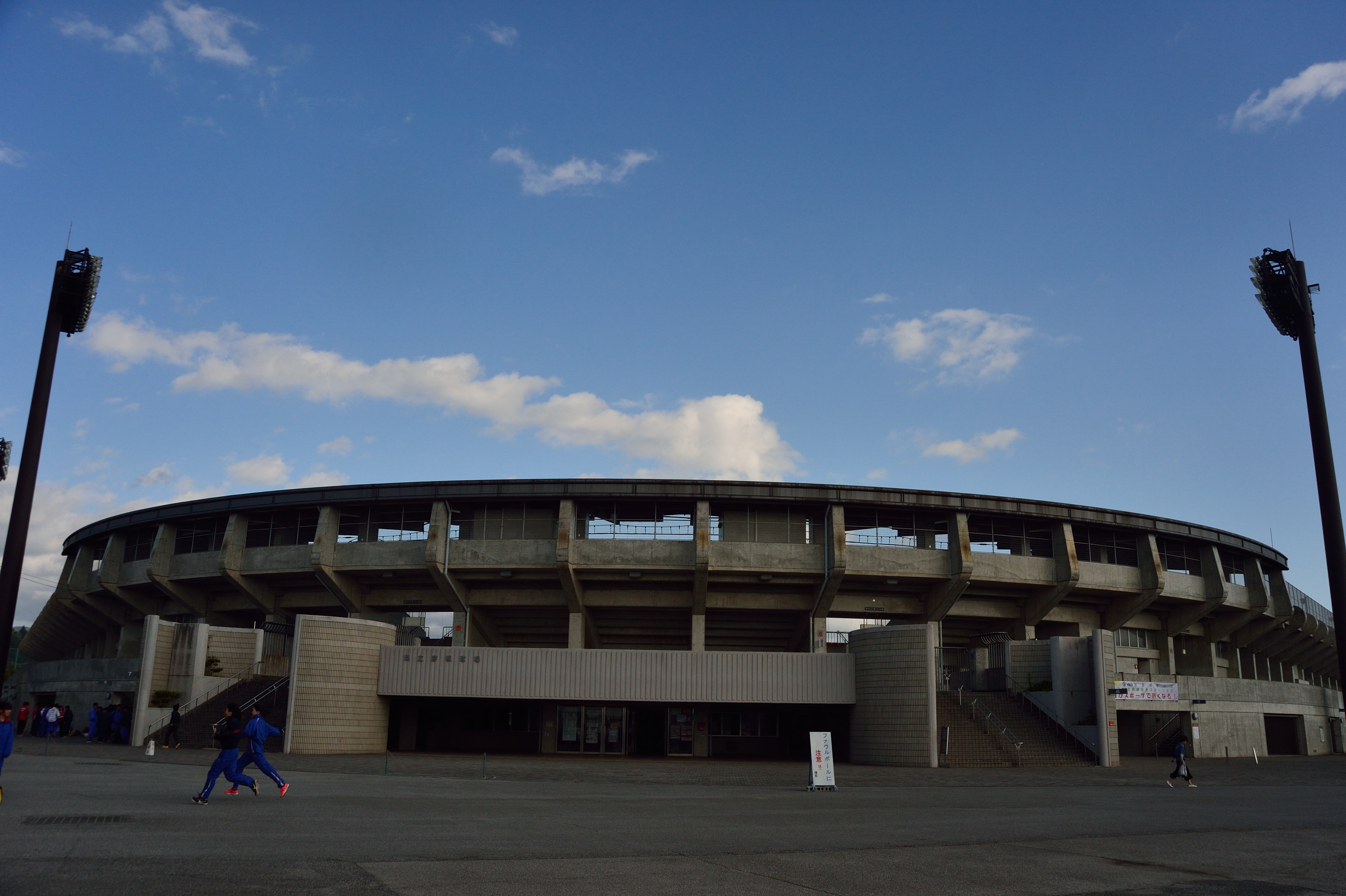
オセアンBCスタジアム

2022年3月12日に発表された同年日程では、滋賀県開催のホームゲーム18試合中彦根が11試合で最多となり、次いで守山市民の5試合（未定2試合）となっていた。未定だった2試合は、シーズン開幕後に守山市民と甲賀市民スタジアム各1試合に決定された。BCリーグ時代に使用されていた他の球場は含まれていない。最終的な2022年の県内ホームゲーム開催試合数は、日程振替等により、彦根9試合、守山市民8試合、甲賀1試合だった。

## 歴史

### 2016年
- 2016年3月23日 - 2017年度からのリーグ戦参加を前提として「滋賀県民球団」の準加盟がリーグより承認される[34]。
- 2016年6月28日 - 滋賀県民球団につき、2017年シーズンからのリーグ加盟を正式に決定[35]。同時にチーム名が「滋賀ユナイテッドベースボールクラブ」に決まったことも発表される[35]。
- 2016年9月20日 - 当球団を含めたリーグ合同トライアウトのエントリー受付が開始される[36]。
- 2016年10月21日 - リーグによる既存球団からの分配ドラフトが実施され、信濃グランセローズから「地元枠移籍」で西野颯を指名する[37]。
- 2016年10月26日 - チームの初代監督に、上園啓史（元・阪神タイガースおよび東北楽天ゴールデンイーグルス投手）が就任することを発表[38]。
- 2016年11月10日 - リーグの関西地区トライアウトエントリー者から14人を特別合格者に選出（うち10人は地元出身者）[39]。
- 2016年11月13日 - リーグのドラフト会議で4人の選手を指名[40]。
- 2016年11月15日 - 打撃コーチに、野洲市出身の桜井広大（元・阪神および香川オリーブガイナーズ外野手）が就任することを発表[41]。
- 2016年11月21日 - 桑田真澄（元・読売ジャイアンツおよびピッツバーグ・パイレーツ投手）の長男である桑田真樹を、信濃球団から獲得したことを発表[42]。
- 2016年11月24日 - 上園・桜井の阪神選手時代のチームメイトだった西村憲を、この年まで所属していた石川ミリオンスターズから獲得したことを発表[43]。
- 2016年12月16日 - 2017年度はリーグの西地区(ADVANCE-West)に所属することが正式に発表される[1]。

### 2017年
- 2017年1月17日 - ユニフォームのデザインを発表。黒とグレーを基調として、滋賀県のイメージとされてきた「琵琶湖の水色」を変える意図（忍者のモチーフ）を込めたカラーリングと説明されている[44]
- 2017年3月2日 - ヘッドコーチに木俣達彦が就任することを発表[45]。
- 2017年4月8日 - 大津市にある皇子山総合運動公園野球場にて福井ミラクルエレファンツを迎えての開幕戦を開催（4-7で敗戦）[46]。
- 2017年6月17日 - 前期日程を終了。石川ミリオンスターズよりも上位の4位であったが、最初のシーズンで東西両地区の前期優勝決定戦の対戦相手となった[47][48]。
- 2017年9月10日 - 後期日程を終了。6連敗を2度記録して[17] 最下位に終わる。
- 2017年10月3日 - 監督の上園、総合コーチの平野進也、打撃コーチの桜井の退任を発表[49]。
- 2017年10月26日 - プロ野球ドラフト会議で、山本祐大が横浜DeNAベイスターズより9位で指名を受ける[50]。
- 2017年11月27日 - 来シーズンの監督として、元読売ジャイアンツ選手・元東北楽天ゴールデンイーグルスコーチの松本匡史の就任を発表した[51]。

### 2018年
- 2018年1月12日 - 昨シーズンヘッドコーチを務めた木俣達彦が、シニアアドバイザーに就任することを発表[52]。
- 2018年5月8日 - 空席になっていた投手コーチに、元千葉ロッテマリーンズコーチの成本年秀が就任した[53]。
- 2018年6月22日 - 前期日程を終了。開幕から6連敗、2勝の後8連敗、1勝の後さらに9連敗を重ね[54]、最終成績は5勝28敗1分の勝率.152で4位の石川からも11.0ゲーム差の最下位（5位）に沈んだ[55]。ホームゲームでは1勝も挙げられず（0勝17敗1分）[54]、勝率は2017年前期に栃木が記録した.200（7勝28敗）を下回る半期勝率のリーグワースト記録（当時）となった[注釈 6]。
- 2018年8月24日 - 監督の松本が体調不良を理由に休養し、投手コーチの成本年秀が代理監督に就任することが発表された[56]。その後、9月8日より松本は監督に復帰した[57]。
- 2018年9月13日 - 後期日程を終了。前期に続いて半期で10勝に満たず、3期連続の最下位となる。
- 2018年11月12日 - 松本匡史の監督退任と、成本年秀の監督就任を発表[58]。

### 2019年
- 2019年1月7日 - 球団事務所（本社）を、守山市のピエリ守山内に移転[59]。
- 2019年1月15日 - オセアングループとの命名権パートナー契約締結を発表し、チームの愛称を「オセアン滋賀ユナイテッドBC」とすることを発表[60]。
- 2019年1月23日 - 石渡茂がゼネラルマネージャー、萩原淳が総合コーチ、柳川洋平が育成コーチにそれぞれ就任することを発表[61]。
- 2019年5月7日 - 代表取締役兼球団代表鈴木信哉が退任。後任に、池田茂が代表取締役兼球団代表に就任した。
- 2019年6月20日 - 前期日程を終了。11勝20敗5分の4位で、初年度前期以来4期ぶりに最下位を脱した。
- 2019年9月8日 - 後期日程を終了。11勝21敗2分の5位で、最下位となった。

### 2020年
- 2020年1月15日 - 社名を「株式会社滋賀ユナイテッド」から「株式会社オセアン滋賀」へ変更。
- 2020年1月16日 - 球団事務所を京都府内へ移転。なお、球団自体は引き続き滋賀県を本拠地とする。
- 2020年1月24日 - 球団名を「オセアン滋賀ブラックス」へ変更。
- 2020年6月21日 - 今シーズン初の主催試合を無観客で実施[26]。
- 2020年7月23日 - 今シーズン初の有観客試合を開催[7]。
- 2020年7月25日 - チーム関係者1名から新型コロナウイルス感染症のPCR検査で陽性反応が出たことが発表される[62]。
- 2020年7月27日 - 前記新型コロナウイルス陽性反応者の発生に伴い、8月5日までチームの活動を停止することを発表[63]。
- 2020年8月27日 - 使用球場の一つである滋賀県立彦根総合運動場野球場に、9月1日から「オセアンBCスタジアム彦根」の命名権を2021年3月まで設定する契約を締結したと発表[64]。
- 2020年10月9日 - 今シーズンの公式戦を終了。7月に9連敗（引き分け挟む）、8月から9月に15連敗を記録するなど、同じグループの福井から大きく引き離される[65]。コロナウイルス感染による活動停止も響いた[7]。なお、雨天中止となった福井戦2試合の振替を実施しなかったため[66]、予定より2試合少ない58試合でシーズンを終えている。
- 2020年10月10日 - 成本年秀の監督退任を発表[67]。
- 2020年11月14日 - 新監督として、コーチの柳川洋平の昇格を発表した[68]。
- 2020年12月28日 - 2021年1月1日より運営会社の名称を「オセアンスリーマネジメント株式会社」に変更するとともに、代表取締役と球団代表が同日付で交代することを発表[69]。

### 2021年
- 2021年3月16日 - 野手総合コーチの萩原淳が退団し[70]、選手の楠本歩が兼任コーチに就任[71]。
- 2021年5月28日 - 福井ワイルドラプターズ戦で内野手の片山朋哉がリーグ史上6人目となるサイクルヒットを達成[72]。
- 2021年6月8日 - 松山傑がコーチに就任[73]。同日、監督の柳川が帯状疱疹を罹患して休養を発表したのに伴い、松山が入団即監督代行として指揮を執ることになった[74]。
- 2021年6月11日 - 柳川がチームに復帰[75]。
- 2021年9月1日 - 来シーズンのリーグ不参加と西地区4チームによる新リーグ結成を発表[10]。
- 2021年9月11日 - 初の西地区優勝が決定[76]。「概要」節に記した練習環境の整備に加え、前年のオフに3人を除いて従来と選手を入れ替えたほか、NPBで実績のある元選手からアマチュアで指導歴ある指導者に切り替えたことが躍進の背景として指摘されている[8]。
- 2021年10月4日 - プレーオフ決勝ラウンドで群馬ダイヤモンドペガサスに対戦成績1勝3敗で敗退、リーグ優勝を逃した[77][78]。
- 2021年11月29日 - 日本海オセアンリーグでの球団名が「滋賀GOブラックス」となることを発表。
- 2021年12月14日 - 運営会社の会社名が「滋賀球団株式会社」に変更される[14]。
- 2021年12月24日 - 運営会社の本店を彦根市に変更[14]。

### 2022年
- 2022年1月7日 - 投手コーチとして、前広島東洋カープコーチの澤﨑俊和の就任を発表[79]。
- 2022年2月4日 - 新しい球団代表として、前年コーチおよび監督代行を務めた松山傑の就任を発表[80]。
- 2022年2月9日 - 野手コーチに、元千葉ロッテマリーンズ選手で、前香川オリーブガイナーズコーチの生山裕人の就任を発表[81]。
- 2022年6月1日 - 球団社長が藤田拓也に交代[82]。
- 2022年9月20日 - 監督の柳川が契約期間満了により今季限りで退任することを発表[83]。シーズン終了前の発表となった。
- 2022年9月30日 - 今シーズンの優勝が決定し、日本海オセアンリーグとしての初代チャンピオンとなる[84]。
- 2022年11月8日 - 12月4日にオセアンBCスタジアムで開催予定の少年野球教室の中止を発表[85][86]。
- 2022年12月1日 - コーチの生山裕人の退団を発表[87]。
- 2022年12月22日 - 滋賀県内に事業承継先候補となる企業を見つけ、承継交渉も含めた準備期間として2023年の活動を休止すると発表[2]。
- 2022年12月29日 - 所属選手10名が、リーグ（「ベイサイドリーグ」に改名）の新設球団であるYKSホワイトキングスに移籍することを発表[88]。

### 2023年
- 1月10日 - コーチの澤﨑俊和の退団を発表[89]。

## 成績

### BCリーグ

#### シーズン
| 年度 | 期 | 監督                      | 順位 | 試合 | 勝利 | 敗戦 | 引分 | 勝率 | ゲーム差 | 打率       | 防御率     | 本塁打   |
| ---- | -- | ------------------------- | ---- | ---- | ---- | ---- | ---- | ---- | -------- | ---------- | ---------- | -------- |
| 2017 | 前 | 上園啓史                  | 4    | 35   | 11   | 22   | 2    | .333 | 10.0     | .265(7位)  | 5.20(8位)  | 20(10位) |
| 2017 | 後 | 上園啓史                  | 5    | 36   | 11   | 24   | 1    | .314 | 14.5     | .265(7位)  | 5.20(8位)  | 20(10位) |
| 2018 | 前 | 松本匡史 成本年秀（代理） | 5    | 34   | 5    | 28   | 1    | .152 | 17.0     | .261(10位) | 7.23(10位) | 32(9位)  |
| 2018 | 後 | 松本匡史 成本年秀（代理） | 5    | 34   | 7    | 24   | 3    | .226 | 14.5     | .261(10位) | 7.23(10位) | 32(9位)  |
| 2019 | 前 | 成本年秀                  | 4    | 36   | 11   | 20   | 5    | .355 | 8.5      | .281(6位)  | 5.41(9位)  | 21(10位) |
| 2019 | 後 | 成本年秀                  | 5    | 34   | 11   | 21   | 2    | .344 | 12.0     | .281(6位)  | 5.41(9位)  | 21(10位) |
| 2020 | 全 | 成本年秀                  | 2    | 58   | 7    | 47   | 4    | .130 | 37.0     | .254(11位) | 5.87(11位) | 3(12位)  |
| 2021 | 全 | 柳川洋平                  | 1    | 67   | 37   | 20   | 10   | .649 | ※3.5     | .297(2位)  | 3.87(4位)  | 39(6位)  |

- 順位は地区（西地区、2020年は西地区グループF）での順位、打率・防御率・本塁打はリーグ総合での順位。
- 優勝した期のゲーム差は※をつけて2位とのゲーム差を掲載。
- 銀地は地区優勝。
- 2021年は日程の打ち切り等により、予定されていた5試合を消化せずにシーズンを終了した。

#### プレーオフ
- 2021年 - 決勝敗退（対戦は群馬）

### 日本海オセアンリーグ
| 年度 | 監督     | 順位 | 試合 | 勝利 | 敗戦 | 引分 | 勝点 | 勝率 |
| ---- | -------- | ---- | ---- | ---- | ---- | ---- | ---- | ---- |
| 2022 | 柳川洋平 | 1    | 59   | 31   | 22   | 6    | 68   | .585 |

## スタッフ
選手・指導者については

## マスコットキャラクター
球団発足当時は、2017年1月7日に発表された「ユナ丸」と名付けられた手足と髷のあるだるまで、球団のマークが入った眼帯をつけて刀を背負い、「心優しいだるま忍者」と紹介されていた。
2020年シーズンからは「2代目」として、「ユナ丸の双子の弟」という設定の「クロ丸」がマスコットとなった。「ユナ丸」については「立派だるま忍者に成長しチームのマスコットを卒業」と説明されている。

## 応援スタイル
私設応援団「近江豪勝連合」が存在した。2018年時点では関東地方にもメンバーがいた。2018年より使用されているチャンステーマ『南郷の洗堰』には「琵琶湖の水止めたろか」というフレーズがある（原曲は東狂アルゴリズムの 「琵琶湖の水止めたろか音頭」）。
「近江豪勝連合」は、2025年からは後述のSHIGA HIJUMPSの応援団として活動を再開している。

## NLBの滋賀球団
ベイサイドリーグは滋賀のその後について発表しないまま、2023年シーズンだけで事実上活動を休止した。滋賀のウェブサイトは2024年12月の時点では「滋賀GOブラックスを運営する滋賀球団株式会社は現在活動を休止しております。」という案内を掲示していたが、2025年1月にリンク切れとなった。
2024年7月29日、日本海リーグは滋賀県の新球団設立準備室が発足したことを発表し、10月上旬に加盟審査を実施する予定であるとした。設立準備室代表の大八木大介は、かつてBCリーグ時代の滋賀で球団運営に携わった（「オセアン滋賀」時代は球団代表）人物である。
予告通り、加盟審査は10月7日に実施されて10日にその結果が発表され、滋賀球団設立準備室の準加盟を承認して、2025年は富山・石川と定期戦を実施しながら2026年の本加盟に向けた審査を受けることになった。10月26日に日本海リーグおよび滋賀球団設立準備室代表による記者会見が開かれ、新球団の名前が「SHIGA HIJUMPS」となることが発表された。この会見の中で準備室代表の大八木は、滋賀GOブラックスは「休止中」という見解を示しており、あくまで別球団という形である。